# 大岡立
大岡 立（おおおか たつ、1949年 - ）は、日本の画家（似顔絵画家）。愛知県高浜市出身。1967年愛知県立刈谷高等学校卒業。1972年愛知大学法経学部卒業。現在、朝日カルチャーセンター講師、日本顔学会会員。

## 作品展（個展）
- 1991年 - 栄セントラルパーク。
- 1993年 - 丸善　栄ギャラリー。
- 1993年 - カフェギャラリーフォレスト。
- 1996年 - たまプラザ東急ショッピングセンター。
- 2003年　常滑屋ギャラリー。
- 2006年 - HEART LAND。
- 2008年 - 中日ビル等多数開催。

## 受賞
- 1989年 - 週刊朝日・山藤章二の似顔絵塾「浜田幸一」で作品賞。
- 1990年 - 第9回週刊朝日似顔絵大賞。
- 2003年 - 第1回日本アートアカデミー賞入賞　等多数。

## 著書
- 「わっ!」私的似顔絵画集（1991年、七賢出版）
- 「ピっー!」辛口似顔絵集（1995年、七賢出版）
- 「黒の似顔絵 むっ 描かれた有名人」（2007年、水曜社）

## トピックス
- 被写体の特徴および感情を大胆に捉えたそのデフォルメ作風は、力強さと共に微笑ましさをも醸し出している。
- 大学の先輩であるつボイノリオラジオ番組「つボイノリオの聞けば聞くほど」で解説されている”聞けば聞くほどブログ”の中で、「黒の似顔絵 むっ 描かれた有名人」がブラックアートとして紹介されている。